# Mark L. Mendoza

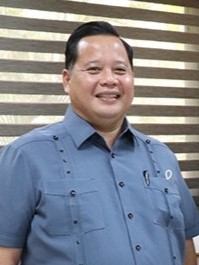
Mark L. Mendoza (2022)

Mark Llandro L. Mendoza (* 28. August 1973) ist ein philippinischer Wirtschaftsmanager und Politiker der United Nationalist Alliance (UNA) sowie zurzeit der Nationalist People’s Coalition (NPC), der seit 2007 Mitglied des Repräsentantenhauses ist.

## Leben
Mendoza, Sohn des früheren Generaldirektors der Nationalpolizei PNP (Philippine National Police) und späteren Ministers für Verkehr und Kommunikation Leandro Mendoza, absolvierte nach dem Schulbesuch ein Studium an der Universität De La Salle, das er 1994 abschloss. Im Anschluss war er in der Wirtschaft tätig und zunächst 1994 Angestellter der Rizal Commercial Banking Corporation, ehe er 1998 Geschäftsführer einer Solarfarm wurde und zugleich von 1998 bis 2000 Geschäftsführer der Fairway Cargo Movers Corporation war. Daneben fungierte er zeitweilig als Vorstandsmitglied der MLM Agri Industrial Corporation.
Bei der Parlamentswahl vom 14. Mai 2007 wurde Mendoza für die Nationalist People’s Coalition (NPC) erstmals zum Mitglied des Repräsentantenhauses gewählt und vertritt in diesem seither den Wahlkreis Batangas 4th District. Er wurde damit Nachfolger von Oscar Gozos, der wiederum Bürgermeister von Lipa City wurde. Bei der Parlamentswahl vom 10. Mai 2010 wurde er mit 248.891 Stimmen (94,6 Prozent) wiedergewählt und konnte sich damit überdeutlich gegen den Parteilosen, Praxedes Bustamante, durchsetzen, auf den 14.179 Wählerstimmen (5,4 Prozent) entfielen. Er wurde bei der Parlamentswahl vom 13. Mai 2013 mit 161.131 Wählerstimmen (57,58 Prozent) wiedergewählt und konnte sich dabei gegen die parteilose Kandidatin Bernadette Sabili durchsetzen, die 103.446 Stimmen (36,97 Prozent) bekam. In der derzeitigen, von 2013 bis 2016 dauernden 16. Legislaturperiode ist er Vorsitzender des Parlamentsausschusses für Landwirtschaft und Nahrungsmittel (House Committee for Agriculture and Food). Dieser ist zuständig für alle Angelegenheiten, die sich mit unmittelbar und generell mit der Nahrungsmittel- und Landwirtschaftsproduktion, Landwirtschaftsunternehmen, Agrarwirtschaft, landwirtschaftliche Forschung und Technologie, landwirtschaftliche Bildung beschäftigen. Ferner befasst sich der Ausschuss auch mit Beratungsdiensten, Bodenschutz, Bodengutachten und Bodenforschung, Bewässerung, Agrarkrediten und Sicherheiten, Tierindustrie und Quarantäne, Pflanzen- und Viehproduktion, Versicherungen und Garantieprogrammen.
Mendoza erwarb 2010 einen Doktortitel der Humanwissenschaften an der Batangas State University (BSU) und engagierte sich ferner als ehemaliger Präsident des Clubs von Rotary International in Lipa City sowie als Mitglied des Lions Club.
Da Mendoza die Höchstgrenze der konsekutiven Wählbarkeit von neun Jahren erreicht hat, darf er bei den kommenden Parlamentswahlen am 9. Mai 2016 nicht erneut kandidieren, und wird somit aus dem Repräsentantenhaus ausscheiden. Stattdessen bewirbt er sich für das Amt des Gouverneurs der Provinz Batangas und damit um die Nachfolge der früheren Schauspielerin Vilma „Ate Vi“ Santos, die dort nach drei aufeinanderfolgenden Amtszeiten ebenfalls nicht wieder kandidieren darf und sich stattdessen um den Einzug in das Repräsentantenhaus für den Wahlkreis Lipa bewirbt.